# Johannes Veldhuijzen
Johannes Cornelis Martinus Veldhuijzen is een Nederlandse vastgoedbezitter en -handelaar.
Veldhuijzen bezit 512 adressen in Amsterdam en is daarmee de grootste privébezitter van vastgoed in Amsterdam. Hij bezit voornamelijk sociale huurwoningen, maar door veranderde regelgeving worden deze woningen op de vrije markt geplaatst. Veldhuijzen wordt bijgestaan door zijn dochter. In 2019 bezat Veldhuijzen 553 woningen met een geschatte waarde van 145 miljoen euro.
In september 2019 werd een van Veldhuijzens panden in Amsterdam gekraakt door krakersclub De Oops Groep.